# Ernstmayria venizelosi
Espèce
Ernstmayria venizelosi est une espèce de pseudoscorpions de la famille des Neobisiidae.

## Distribution
Cette espèce est endémique de Crète en Grèce. Elle se rencontre vers Roúvas.

## Publication originale
- Ćurčić, Dimitrijević, Trichas, Tomić & Ćurčić, 2007 : A new neobisiid pseudoscorpion species from Crete (Greece), with notes on its morphology, distribution, evolution, and phylogeny. Journal of Natural History, vol. 41, no 13/16, p. 751-769.